# 瓦斯里
瓦斯里（法語：Oissery，法語發音：[wasʁi] ⓘ）是法国塞纳-马恩省的一个市镇，属于莫城区。

## 地理
瓦斯里（49°4'14"N, 2°49'0"E）面积15.17 平方千米，位于法国法蘭西島大區塞纳-马恩省，该省份为法国北部内陆省份，北起瓦兹省，西接埃松省、马恩河谷省、塞纳-圣但尼省和瓦兹河谷省，南至卢瓦雷省，东南接约讷省，东临马恩省和奥布省，东北接埃纳省。
与瓦斯里接壤的市镇（或旧市镇、城区）包括：布雷日、奥涅、锡伊勒隆、杜伊拉拉梅、福尔夫里、马尔谢莫雷、圣帕蒂、圣苏普莱。

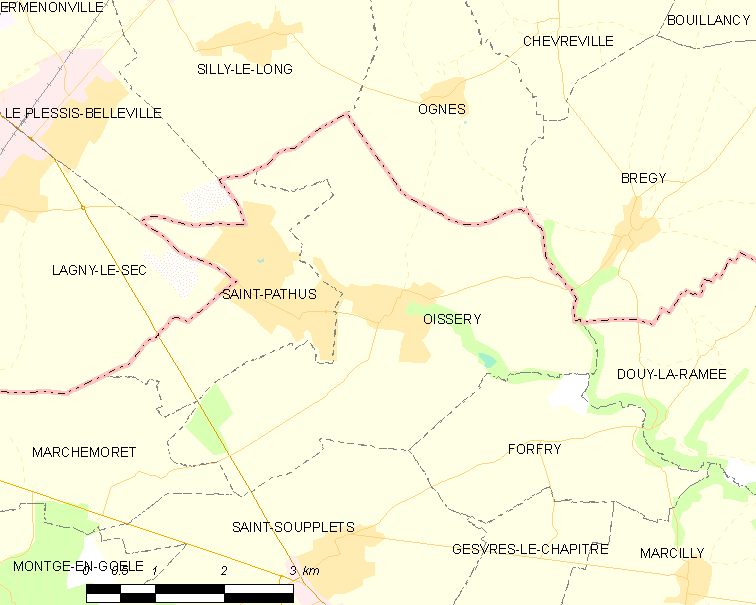
瓦斯里的OSM定位图

瓦斯里的时区为UTC+01:00、UTC+02:00（夏令时）。

## 行政
瓦斯里的邮政编码为77178，INSEE市镇编码为77344。

## 政治
瓦斯里所属的省级选区为克莱-苏伊县。

## 人口

1962-2008年间瓦斯里人口变化图示

瓦斯里于2022年1月1日时的人口数量为2488人。